# Reducto

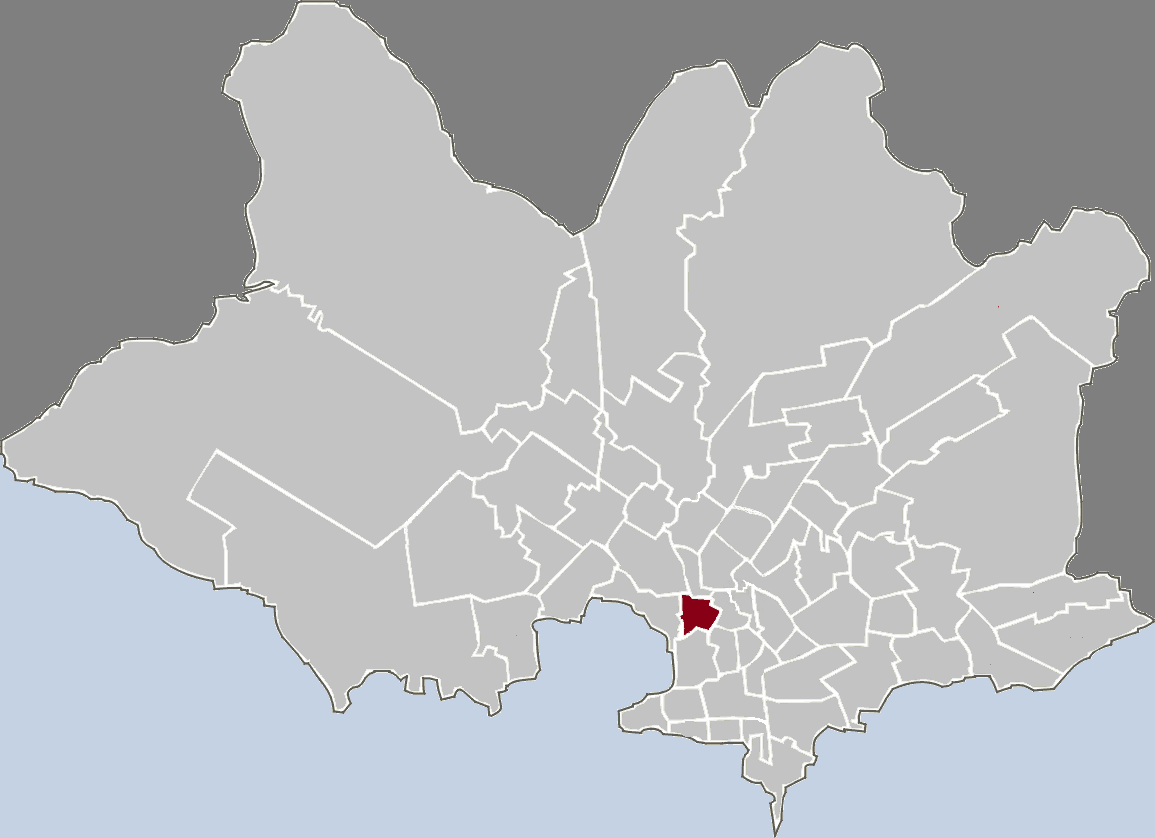
Lage von Reducto in Montevideo

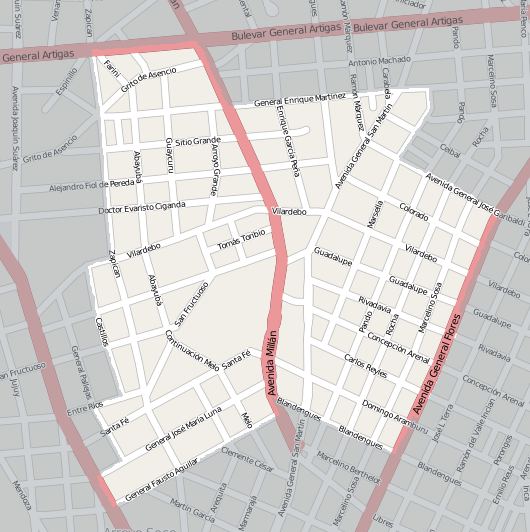
Straßenkarte von Reducto

Reducto ist ein Stadtviertel (Barrio) der uruguayischen Hauptstadt Montevideo.
Es grenzt an die Viertel Capurro - Bella Vista (Westen), Prado - Nueva Savona (Norden), Atahualpa (Norden), Figurita (Osten), Villa Muñoz – Retiro (Südosten) und La Aguada (Süden). Das Gebiet von Reducto ist dem Municipio C zugeordnet. 1875 wurde die Kirche Nuestra Señora de los Dolores in diesem Stadtteil erbaut. 1919 wurde in Reducto der Sportverein Racing Club de Montevideo gegründet.

Geschichtliche Entwicklung von Reducto
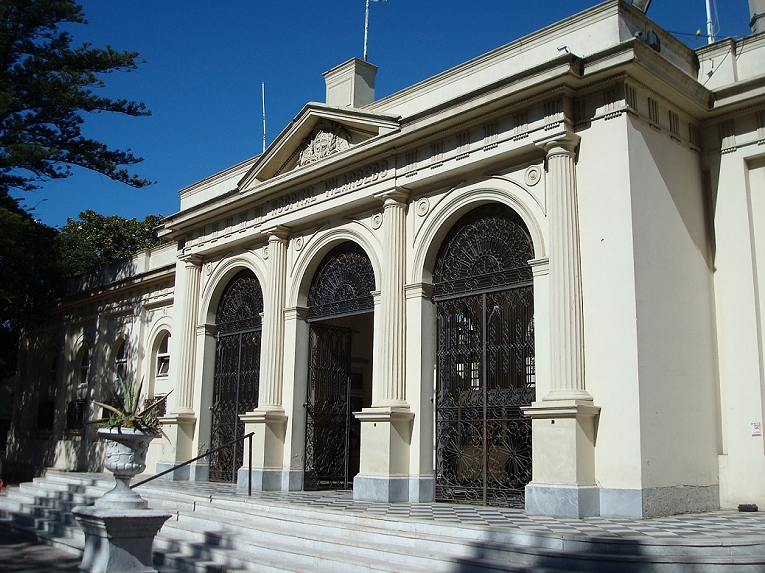
Hospital Vilardebó in der calle Millán in Reducto